# Neuer jüdischer Friedhof (Waldniel)
Der Neue jüdische Friedhof Waldniel liegt im Ortsteil Waldniel der Gemeinde Schwalmtal im nordrhein-westfälischen Kreis Viersen. 
Auf dem jüdischen Friedhof An der Hausermühle, der von 1879 bis zum Jahr 1935 belegt wurde, sind sieben Grabsteine erhalten. Nach dem Zweiten Weltkrieg wurde der Friedhof, der 1943 zwangsenteignet worden war, von der Gemeinde Waldniel übernommen und gepflegt.